# Гранд-Юнион
Гранд-Юнион (Гранд-Юньон, англ. Grand Union Canal) — канал в Великобритании, соединяющий реку Темзу с рекой Сор, правым притоком Трента. Соединяет Лондон с Бирмингемом. Построен в 1929 году. Длина 220 км.
Лондонская Маленькая Венеция — место слияния Риджентс-канала и Паддингтонского рукава канала Гранд–Юнион.
На канале расположено 166 шлюзов. Соединяется с Оксфордским каналом.
В деревне Сток-Брерн в Саут-Нортгемптоншире расположен Музей канала (The Canal Museum). Также в Фокстон-Локс расположен Музей канала (The Foxton Canal Museum).